# Marcell Komor
Dans le nom hongrois Komor Marcell, le nom de famille précède le prénom, mais cet article utilise l’ordre habituel en français Marcell Komor, où le prénom précède le nom.
Pour les articles homonymes, voir Komor.
Marcell Komor, né le 7 novembre 1868 à Pest (Autriche-Hongrie) et mort le 29 novembre 1944 à Deutschkreutz (Autriche), est un architecte hongrois.